# Bacab

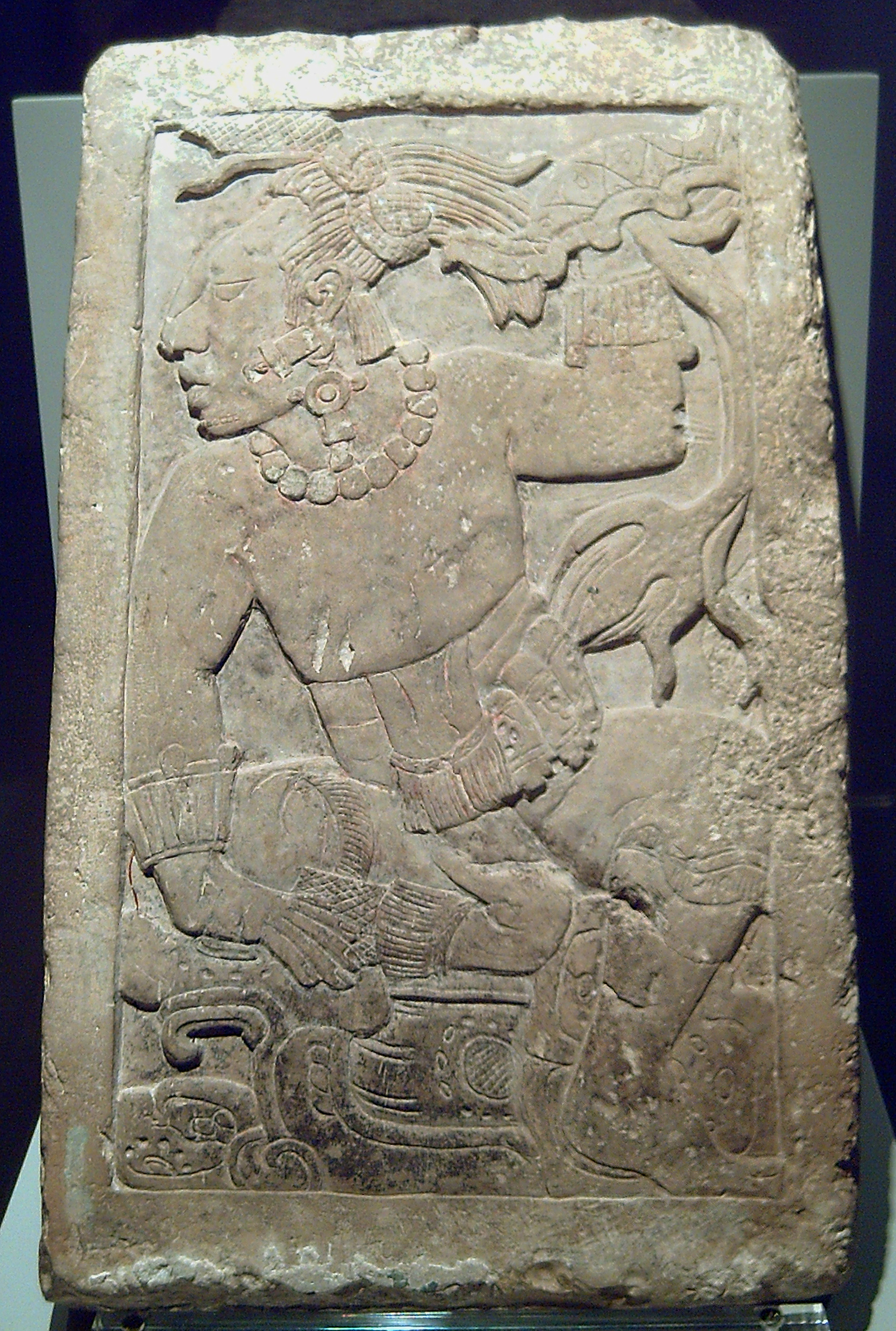
Suportul tronului din Palenque care înfățișează un băiat sau un strămoș ce interpretează un Bacab, (Muzeul Americii din Madrid, Spania).

Bacab (pronunția mayașă: [ɓaˈkaɓ]) este numele generic dat de mayașii Yucatec pentru fiecare dintre cele patru zeități în vârstă, maiașe pre-spaniole,  ai interiorului pământului și ai izvoarelor subterane. Bacab are omologii și în credințele mai noi, înfățișat ca un  afemeiat, zeitatea în vărstă a băuturii și a tunetului, din regiunile de coastă.  Termenul Bacab se referă de asemenea și la Pauahtuns.
Bacab-i au fost patru frați pe care Creatorul i-a pus, când a creat lumea, în cele patru puncte cardinale, pentru a susține cerul să nu se prăbușească. [...] Ei au scăpat când lumea a fost distrusă de potop.
Cei patru frați sunt:
- în nord: Can Tzicnal
- în sud: Hozanek
- în est: Hobnil
- în vest: Zac Cimi